# Wuzuquan
Wuzuquan (chinesisch 五祖拳 „Fünf-Ahnen-Boxen“, englisch Five Ancestors Kung Fu) auch als Ngo Cho Kun oder Wu Chu Chuan bekannt, ist eine südchinesische Kampfkunst und gehört zur Schulrichtung des Nanquan (南拳, „Südliches Boxen“).

## Geschichte
Zur Entstehungsgeschichte des Wuzuquan gibt es verschiedene Versionen. Gemeinsam ist, dass sich das Wuzuquan aus einer frühen Form des Taizuquan entwickelt oder sich mit diesem System verschmolzen hat. Folgende vier Versionen bzw. Stilrichtungen werden unterschieden:
1. Tai Zu Wuzuquan 太祖五祖拳: Entstehung im 17. Jahrhundert in Fujian. Das System ist eng verbunden mit dem religiösen Konzept der Verehrung der «Fünf Ahnen»: Taizu 太祖 (Verehrung der Kaiser), Guanyin 觀音 (Verehrung der Göttin der Barmherzigkeit), Luohan 羅漢 (Verehrung der unsterblichen Krieger), Da mo 達尊 (Verehrung des buddhistischen Mönchs) und Xuannu 玄女 (Verehrung der Göttin der Langlebigkeit). Seit dem Fall der Ming-Dynastie war Taizuquan das vorherrschende Kampfkunstsystem in Fujian. Tai Zu Wuzuquan ist eine Verschmelzung der Kampfkunstsysteme der damaligen Zeit mit den religiösen Konzepten der Verehrung der Fünf Ahnen. Bekannter heutiger Vertreter dieser Stilrichtung ist der Kong Han Athletic Club in Manila, welcher eine im 19. Jahrhundert durch Meister Lo Yan Chiu 盧言秋 weiterentwickelte Richtung des Tai Zu Wuzuquan lehrt.
2. Ho Yang Pai Wuzuquan 鹤阳派五祖拳: Entstehung im späten 19. Jahrhundert durch Taizuquan Meister Chua Giok Beng (Cai Yuming) 蔡玉明 in Quanzhou, Fujian. Chua Giok Beng wurde einer der bekanntesten Wuzuquan Meister in Quanzhou. Er hat das Taizuquan bzw. das Wuzuquan in dieser Region entscheidend geprägt. Beide Kampfkünste sind stark miteinander verknüpft und teilen sich viele Prinzipien und Lehrmethoden. Heute ist das Ho Yang Pai Wuzuquan in Südostasien weit verbreitet. Es gibt weltweit Ableger dieser Stilrichtung. Bekannte heutige Vertreterin dieser Stilrichtung ist die Beng Kiam Athletic Association in Manila.
3. Yong Chun Wuzuquan 永春五祖拳: Entstehung im späten 19. Jahrhundert in Yongchun, Fujian, durch Taizuquan Meister Li Jun Ren 李俊仁. Li Jun Ren hat neben Taizuquan auch Baihequan und Xuannuquan studiert und diese zu Wuzuquan kombiniert. Einer der heutigen Vertreter dieser Stilrichtung ist der Zhonghua Sports Club in Singapore.
4. Bai Yu Feng Wuzuquan 白玉峰五祖拳: Entstehung im 13. Jahrhundert durch den Mönch Bái Yùfeng im Shaolin-Tempel in Henan. Der Legende nach hat Bái Yùfeng fünf Kampfkunst-Meister ins Shaolin-Kloster eingeladen und aus den fünf Stilrichtungen dieser Meister Wuzuquan erschaffen. Es wird angenommen, dass während der Ming-Dynastie viele Schüler von Bái Yùfeng  in den Süden nach Fujian geflohen sind. Dadurch wurde das ursprünglich nördliche Kampfkunstsystem ins südliche Fujian Taizuquan integriert. Ende der 1950er Jahre wurde diese bis dahin unbekannte Stilrichtung durch Chee Kim Thong 徐金棟 aus Malaysia bekannt gemacht und weltweit verbreitet.

Zwischen dem Tai Zu Wuzuquan, dem Ho Yang Pai Wuzuquan und dem Yong Chun Wuzuquan gab es während der Entstehungszeit zu Beginn des 20. Jahrhunderts Verbindungen und Austausch zwischen den verschiedenen Meistern.
Wuzuquan wurde in die Liste des immateriellen Kulturerbes der Volksrepublik China (Nr. 803) aufgenommen.

## Merkmale
Wuzuquan beinhaltet Prinzipien und Techniken aus fünf älteren Stilrichtungen des chinesischen Boxens:
1. Atemtechniken und Iron Body des Da mo (達尊拳)[2]
2. Dynamik und Haltung des Luohanquan (羅漢拳)[3]
3. Präzision und Effizienz des Taizuquan (太祖拳)[4]
4. Weiche und harte Handtechniken des Baihequan (白鹤拳)[5]
5. Agilität und Beinarbeit des Houquan (猴拳)[6]

Die Charakteristiken dieser fünf Stilrichtungen wurden kombiniert und daraus Wuzuquan erschaffen. In einigen Stilrichtungen wird eine weitere Stilrichtung kombiniert: Xuannuquan (玄女拳) oder „The Lady in the Green Dress“. Diese Techniken ergänzen Wuzuquan um Feinheiten wie Dim Mak und innere Aspekte der Kampfkunst.
Durch die Verknüpfung der Ur-Stile gibt es eine große Anzahl an Formen, Prinzipien und Techniken.

## Verbreitung
Wuzuquan ist weltweit verbreitet. Organisiert sind die verschiedenen Stilrichtungen in der International South Shaolin Wuzuquan Federation. Jährlich im Herbst wird eine große Konferenz veranstaltet.